# Tetragonia decumbens
Tetragonia decumbens là một loài thực vật có hoa trong họ Phiên hạnh. Loài này được Mill. miêu tả khoa học đầu tiên năm 1768.